# SD Gundam World: Gachapon Senshi - Scramble Wars
SD Gundam World: Gachapon Senshi - Scramble Wars (SDガンダムワールド ガチャポン戦士 スクランブルウォーズ) est un jeu vidéo de stratégie développé et édité par Bandai en novembre 1987 sur Famicom Disk System, sous forme de disquette et de Disk Writer. C'est une adaptation en jeu vidéo de la série basée sur l'anime Mobile Suit Gundam et notamment Super Deformed Gundam. C'est le premier opus d'une série de cinq jeux vidéo. Il a été porté sur Wii et Game Boy Advance. Ce jeu a connu une extension appelée SD Gundam World: Gachapon Senshi - Scramble Wars - Map Collection,.

## Portages
- Wii (Console virtuelle) : 2010[3]
- Game Boy Advance (Famicom Mini) : 2004[4]

## Série
1. SD Gundam World: Gachapon Senshi - Scramble Wars
1.5.  SD Gundam World: Gachapon Senshi - Scramble Wars - Map Collection : 1989, Famicom Disk System
2. SD Gundam World: Gachapon Senshi 2 - Capsule Senki : 1989, NES
3. SD Gundam World: Gachapon Senshi 3 - Eiyuu Senki : 1990, NES
4. SD Gundam World: Gachapon Senshi 4 - New Type Story : 1991, NES
5. SD Gundam World: Gachapon Senshi 5 - Battle of Universal Century : 1992, NES